# Podișor (okręg Giurgiu)
Podișor – wieś w Rumunii, w okręgu Giurgiu, w gminie Bucșani. W 2011 roku liczyła 572 mieszkańców.